# Branko Bašić
Branko Bašić, hrvatski automobilist. Član AK Buzet. Godine 1983. proglašen je športašem godine Grada Buzeta. Natjecao se u automobilu fići. Dvaput je bio prvak Jugoslavije i dvaput doprvak. Izvrsno je nastupao na stazi u Buzetu. Prvi je pobijedio podno Ćićarije 1982. u klasi fića, a pobjedu je proslavilo 1000 simpatizera. Uspjeh je ponovio 1984. i 1985. godine. Ukupno je u prvih pet godina osam puta bio pobjednik Prvenstva Hrvatske. Bio je prvak Jugoslavije 1982., 1984., 1985., te 1986. godine. Bio je prvak SR Hrvatske 1989. i 1990. i samostalne Hrvatske 1992. godine. Perjanica zlatne generacije AK Buzeta.